# Бег на месте
«Бег на месте», или «На холостом ходу» (англ. Running on Empty) — американский драматический фильм 1988 года, снятый режиссёром Сидни Люметом по сценарию Наоми Фонер. Главные роли в картине исполняют Кристин Лахти, Ривер Феникс, Джадд Хирш, Джонас Эбри и Марта Плимптон.

## Сюжет
В начале 1970-х годов супруги Поуп устроили взрыв в оружейной лаборатории, чтобы попытаться остановить разворачиваемую правительством военную кампанию во Вьетнаме. С тех пор Поупы скрываются от властей и вынуждены жить под вымышленными именами. Их старший сын Дэнни мечтает о карьере музыканта и желает жить собственной жизнью, осознавая, тем не менее, что это может привести к поимке его родителей или невозможности больше увидеться с ними.

## В ролях
- Кристин Лахти — Энни Поуп
- Ривер Феникс — Дэнни Поуп
- Джадд Хирш — Артур Поуп
- Джонас Эбри — Гарри Поуп
- Марта Плимптон — Лорна Филлипс
- Эд Кроули — мистер Филлипс
- Л. М. Кит Карсон — Гас Уинант
- Стивен Хилл — Дональд Паттерсон
- Аугуста Дэбни — Эбигейл Паттерсон
- Дэвид Маргулис — доктор Джона Рейфф

## Производство
Продюсеры Гриффин Данн и Эми Робинсон задумали фильм после того, как увидели статью New York Times о подростке, чьи родители были арестованы ФБР. Они привлекли к проекту Наоми Фонер, которая написала сценарий, вдохновляясь своими друзьями, участвовавших в протестах.
В своей книге «Как делается кино» режиссёр Сидни Люмет описывает спор между актёром Ривером Фениксом и сценаристкой Наоми Фонер. В фильме прерывают классическое соло героя Феникса на пианино, тогда как по сценарию в момент задержания Дэнни Поуп должен был исполнять джазовую композицию, чтобы скрыть своё замешательство. Ривер был категорически против этого, чувствуя, что его персонаж никогда бы не испытал замешательства при игре на пианино. Люмет был очень впечатлён настойчивостью молодого актёра и, в конечном итоге, снял сцену так, как хотел Феникс.
Несмотря на то, что Ривер Феникс выучил все движения пальцев при игре на пианино, в окончательном монтаже звучит музыка, сыгранная профессиональным пианистом.

## Отзывы критиков
Фильм получил положительные отзывы критиков. На интернет-агрегаторе Rotten Tomatoes он имеет рейтинг 85% на основе 13 рецензий. Metacritic дал фильму 67 баллов из 100 возможных на основе 17 рецензий, что соответствует статусу «преимущественно положительные отзывы».

## Награды и номинации
| Ассоциация                             | Год  | Категория                                     | Номинант(-ы)   | Результат |
| -------------------------------------- | ---- | --------------------------------------------- | -------------- | --------- |
| «Оскар»                                | 1989 | Лучшая мужская роль второго плана             | Ривер Феникс   | Номинация |
| «Оскар»                                | 1989 | Лучший оригинальный сценарий                  | Наоми Фонер    | Номинация |
| «Золотой глобус»                       | 1989 | Лучший фильм — драма                          | «Бег на месте» | Номинация |
| «Золотой глобус»                       | 1989 | Лучшая женская роль — драма                   | Кристин Лахти  | Номинация |
| «Золотой глобус»                       | 1989 | Лучшая мужская роль второго плана — кинофильм | Ривер Феникс   | Номинация |
| «Золотой глобус»                       | 1989 | Лучший сценарий                               | Наоми Фонер    | Победа    |
| Ассоциация кинокритиков Лос-Анджелеса  | 1989 | Лучшая женская роль                           | Кристин Лахти  | Победа    |
| Национальный совет кинокритиков США    | 1988 | Лучшая мужская роль второго плана             | Ривер Феникс   | Победа    |
| Национальный совет кинокритиков США    | 1988 | Десять лучших фильмов                         | «Бег на месте» | Победа    |
| Западно-Американский центр сценаристов | 1989 | Лучший сценарий                               | Наоми Фонер    | Победа    |
| «Молодой актёр»                        | 1989 | Лучший семейный фильм — драма                 | «Бег на месте» | Номинация |
| «Молодой актёр»                        | 1989 | Лучшая молодая актриса                        | Марта Плимптон | Номинация |